# Jardín de los invernaderos de Auteuil
El Jardín de los invernaderos de Auteuil (en francés: Jardin des serres d'Auteuil) son un complejo de invernaderos, jardín botánico y arboreto de 7,017 hectáreas de extensión que alberga unas 6.000 especies de plantas.
Está situado en el Bois de Boulogne, XVI Distrito de París, la capital de Francia.
Está administrado por Jardin botanique de la Ville de Paris.

## Localización

Jardin des serres d'Auteuil, Paris.

El jardín botánico se encuentra situado en el distrito parisino de bois de Boulogne.
Jardin des serres d'Auteuil 1 avenue Gordon-Bennett, Bois de Boulogne, XVI Distrite París, Île de France France-Francia.
Planos y vistas satelitales.48°50′49″N 2°15′08″E / 48.84694, 2.25222

## Historia
En 1761, Luis XV mandó construir un jardín clásico de estilo francés en el que se incluyeran invernaderos y parterres de flores.
El arquitecto jefe de los servicios de los Paseos y Plantaciones de la ciudad de París, Jean-Camille Formigé (1845–1926), fue el encargado por la ciudad de París de crear un lugar de producción hortícola. La construcción tuvo lugar de 1895 a 1898.
En 1968, la construcción del intercambiador de Auteuil y del Bulevar Periférico de París suprimió 1/3 de la superficie del jardín e implicó el traslado de la producción a Rungis y a Fresnes.

## Colecciones
El Jardin des serres d'Auteuil alberga colecciones de plantas raras, y de árboles extraordinarios.
El jardín cuenta con 6.000 especies vegetales agrupadas en colecciones:
- Temáticas
  - Suculentas
  - Plantas de Nueva Caledonia
- Sistemáticas
  - Palmeras
  - Ficus
  - Begonias
  - Helechos

Algunos especímenes del interior del invernadero del "Jardin des serres d'Auteuil".

Especímenes
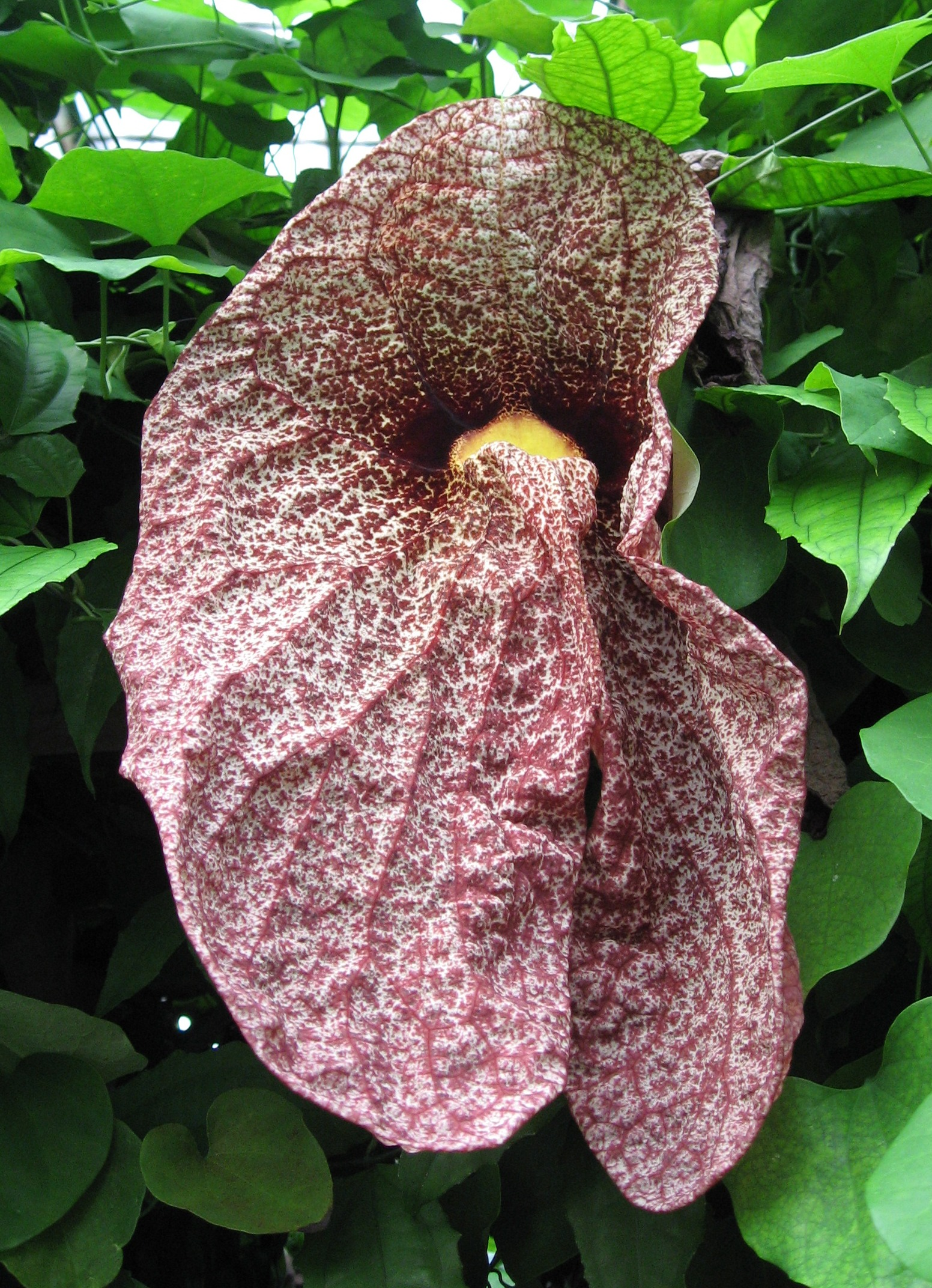
Aristolochia Gigantea.
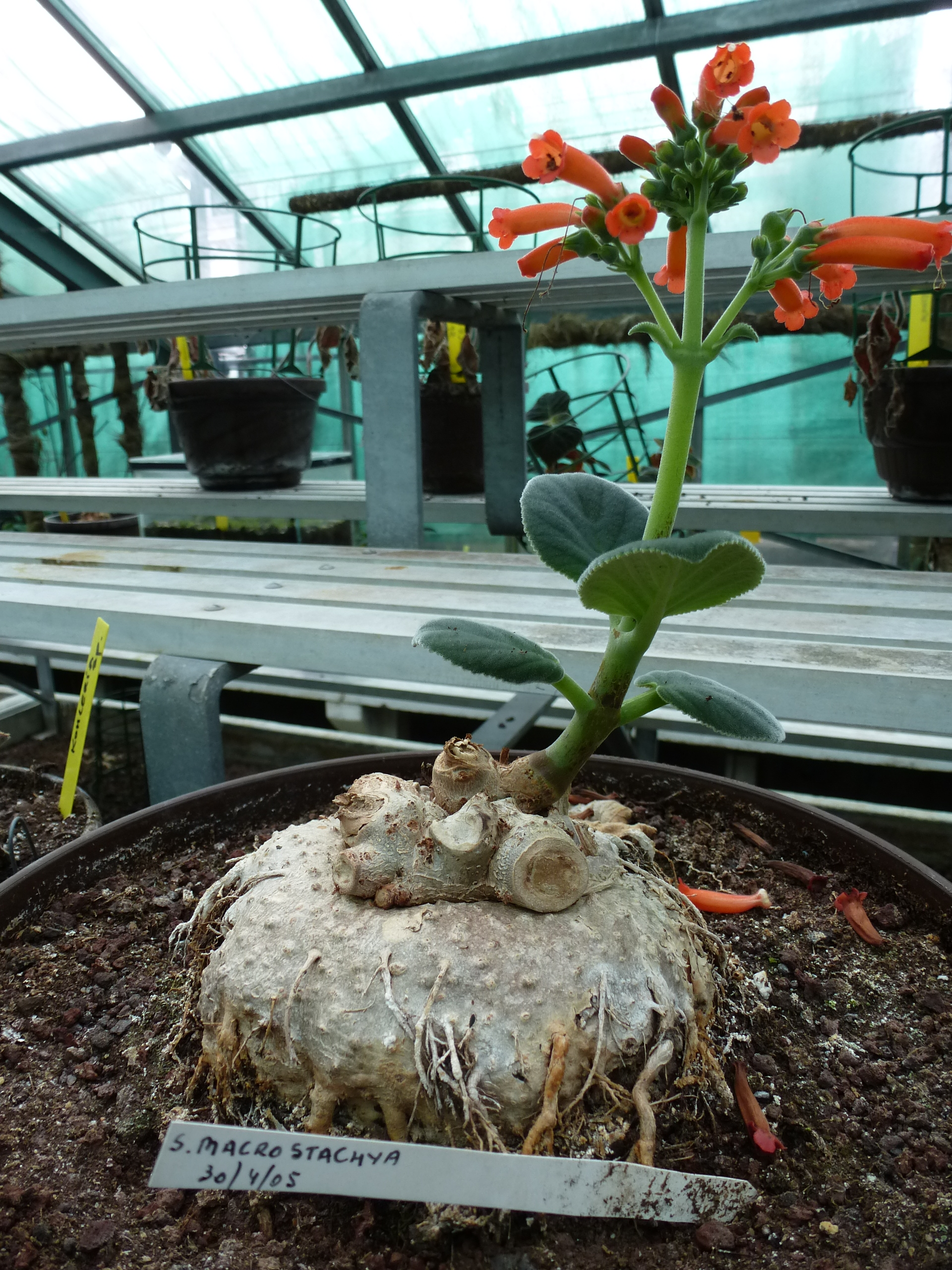
Sinningia macrostachya.
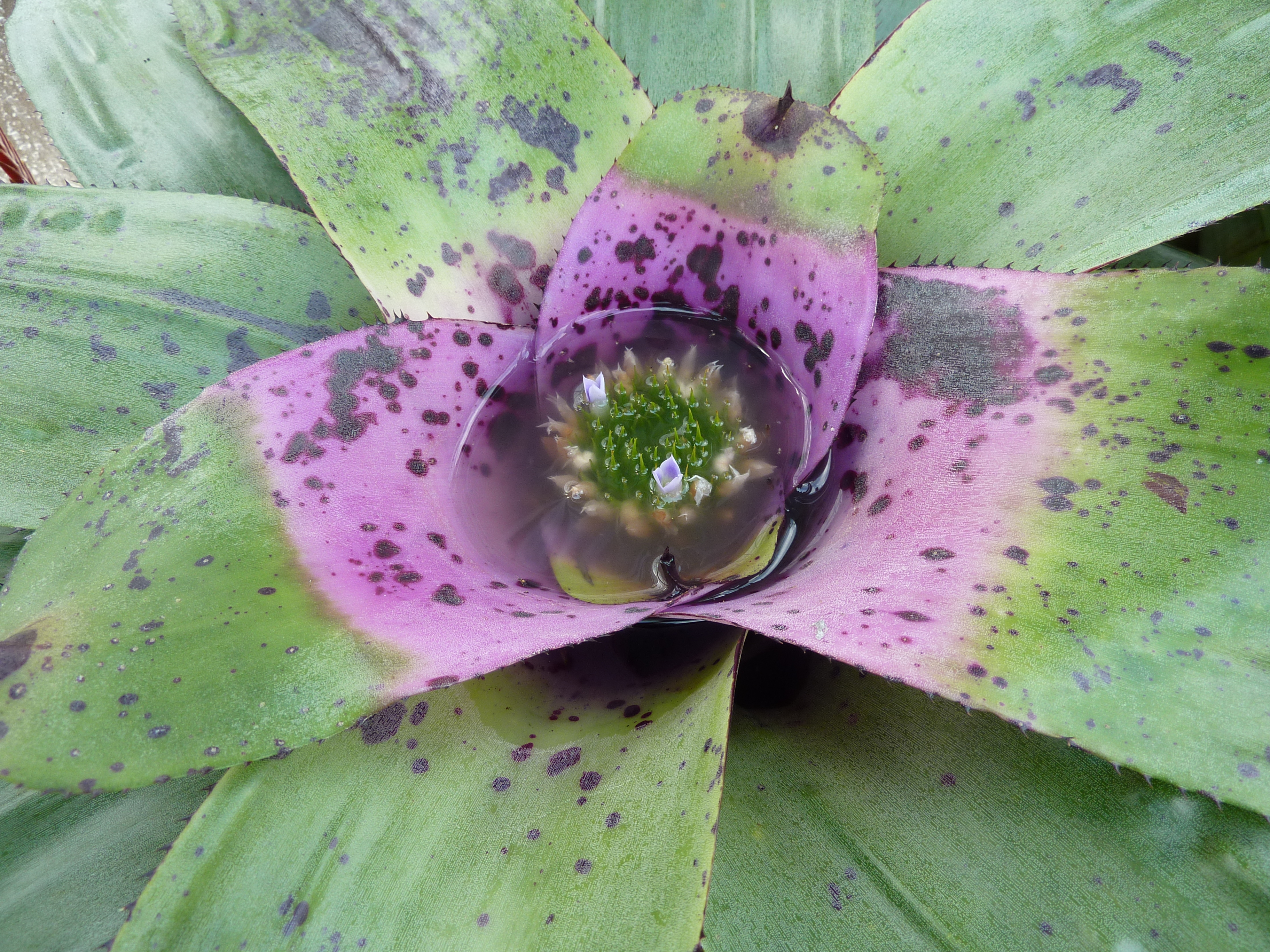
Detalle de Neoregelia concentrica.
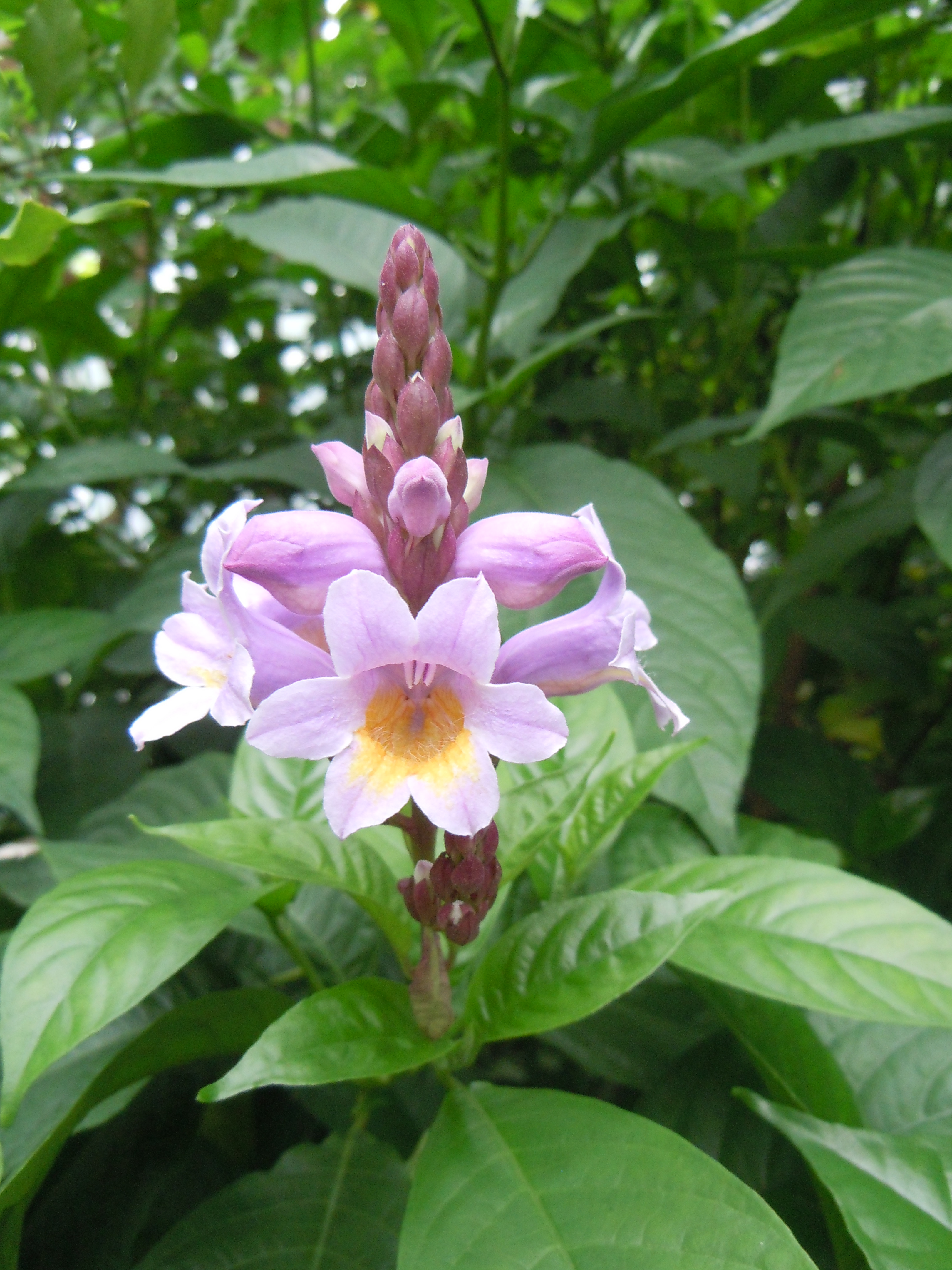
Flores de Phlogacanthus turgidus.
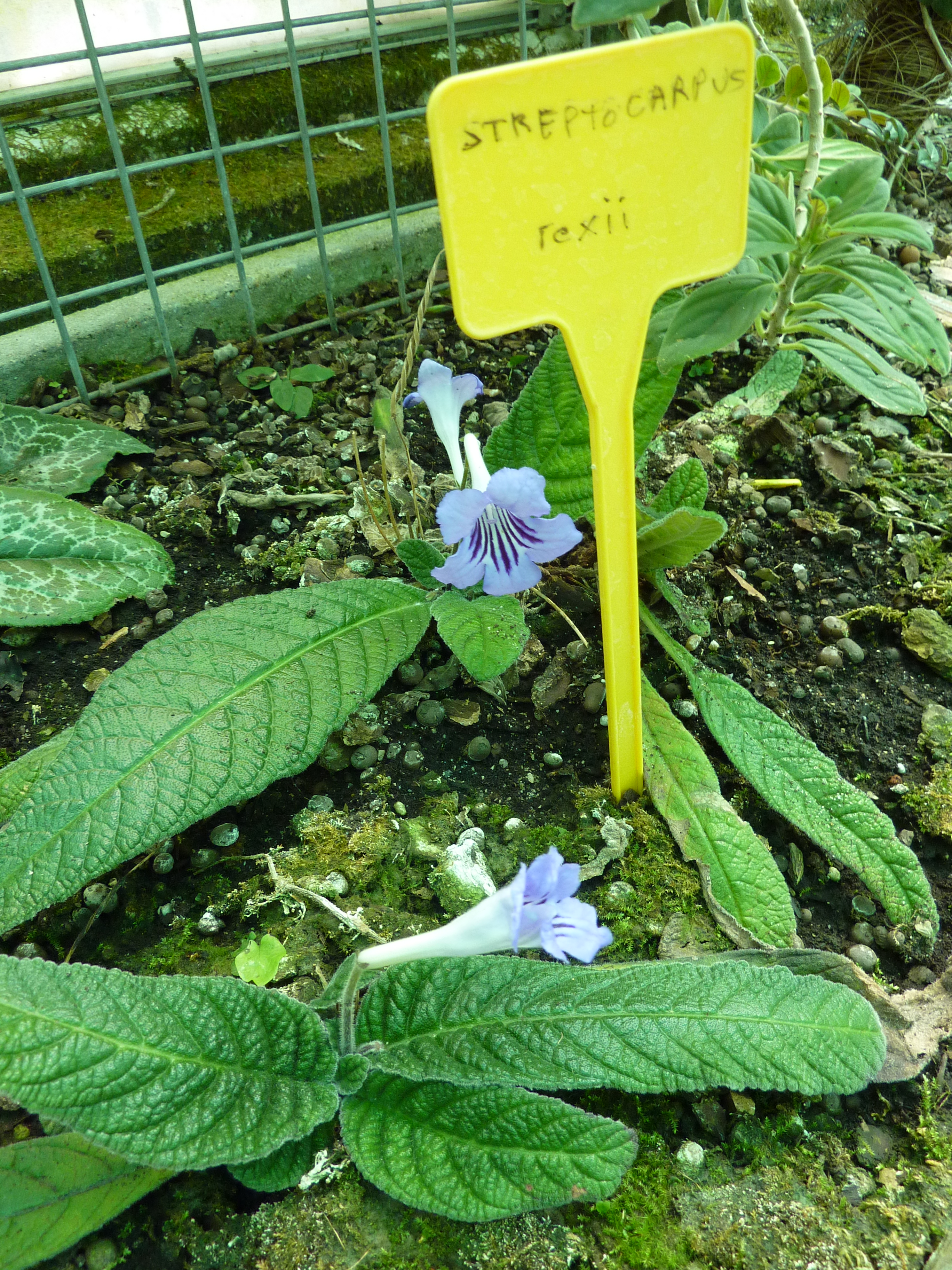
Streptocarpus rexii.

Pero los invernaderos son incuestionablemente una de las maravillas de este jardín, con unas 5 000 plantas de géneros, especies o variedades diferentes.
Se construyeron en la época del auge de estas construcciones, siendo los últimos gran invernaderos que se construyeron en Francia en el siglo XIX. Su estructura metálica combina tonos de azul, verde y turquesa.
Enteramente renovado en 1999, el invernadero de palmeras revela bajo un calor tropical sus espléndidos especímenes de árboles y arbustos subtropicales y tropicales. Aquí se encuentra una imponente palmera de Canarias, y a su pie en el estanque un grupo de Kois (carpas japonesas) que anima las aguas de la cuenca, y la algarabía de los pájaros exóticos, que giran en una elegante pajarera.
De los 230 árboles singulares que alberga el jardín, son de destacar:
- Ginkgo biloba, verdadero fósil viviente, descubierto en China y árbol sagrado en su zona de origen.
- El árbol del caramelo, cuyo follaje exhala un olor de caramelo en el otoño.
- Lagerstroemia o lila de India, con una floración de color malva y olorosa.
- Pterocarya stenoptera, con frutas aladas agrupadas en largos manojos, es el árbol más grande del jardín botánico.
- Palmera cáñamo, originario de China, la palmera más resistente al frío del hemisferio Septentrional.
- Magnolia grandiflora, originaria del Sureste de los Estados Unidos, con grandes flores blancas muy olorosas.

Algunos árboles del exterior del "Jardin des serres d'Auteuil".

Especímenes
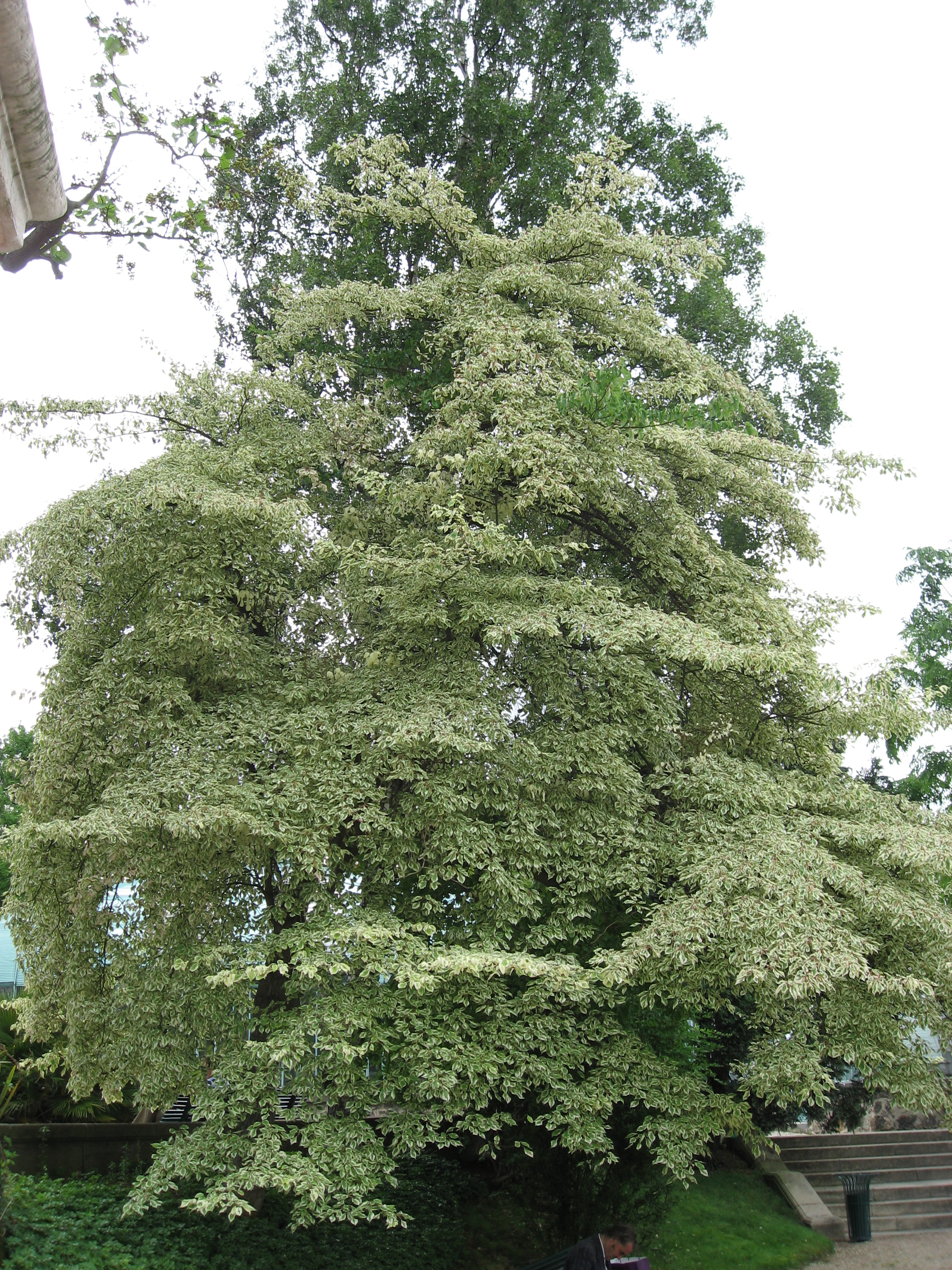
Cornus controversa.
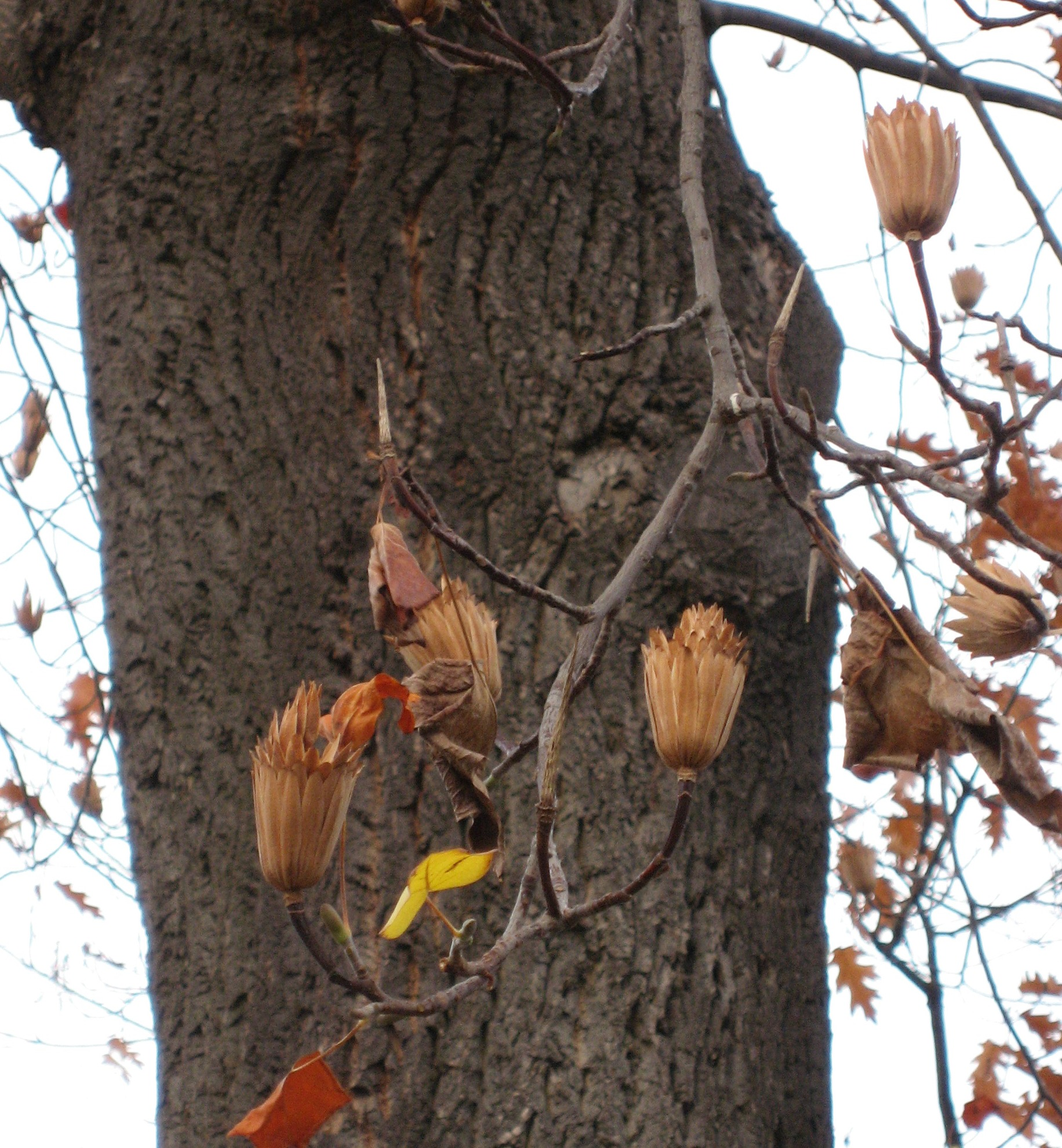
Liriodendron tulipifera.
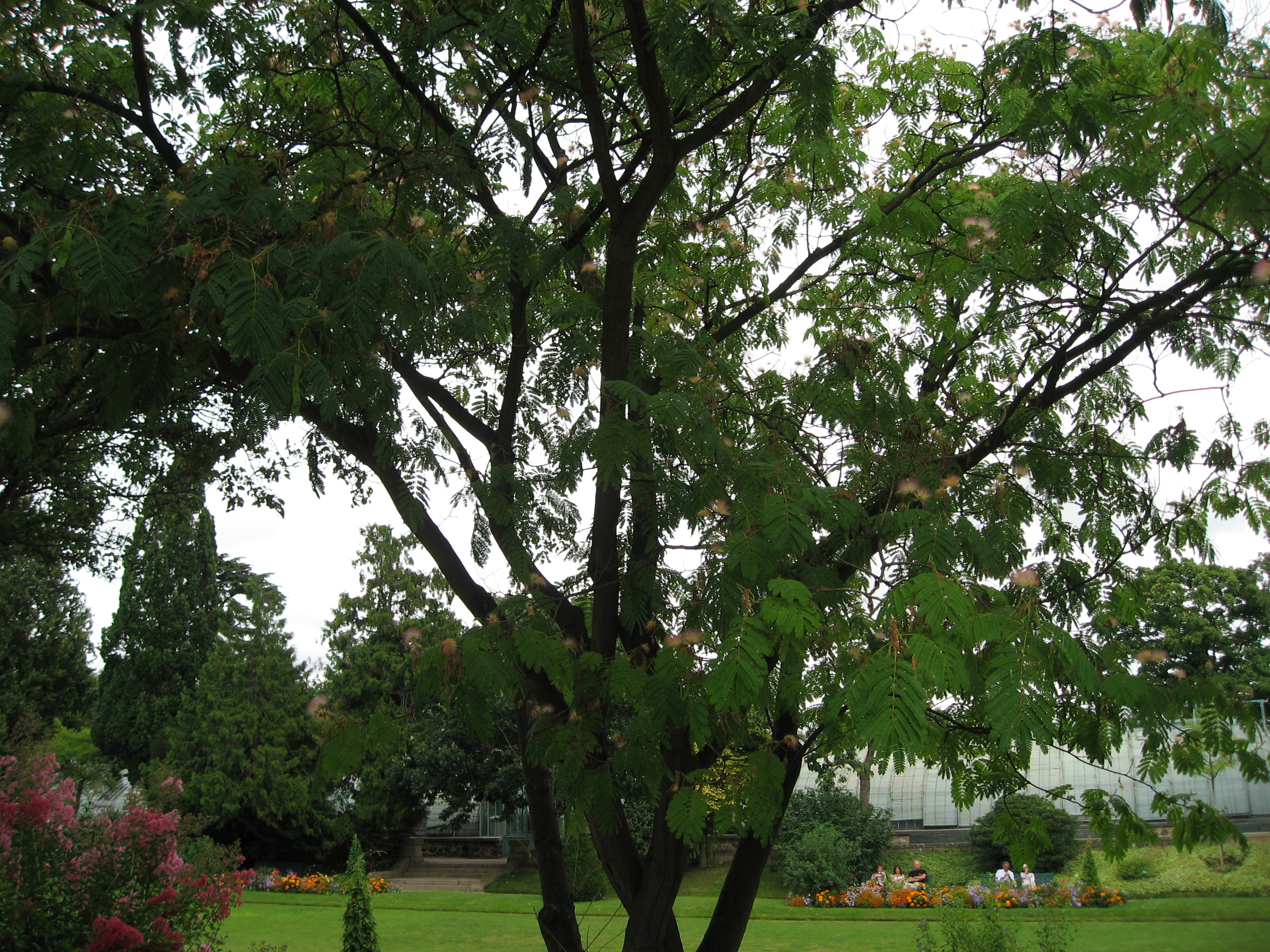
Ejemplar de Albizia julibrissin.
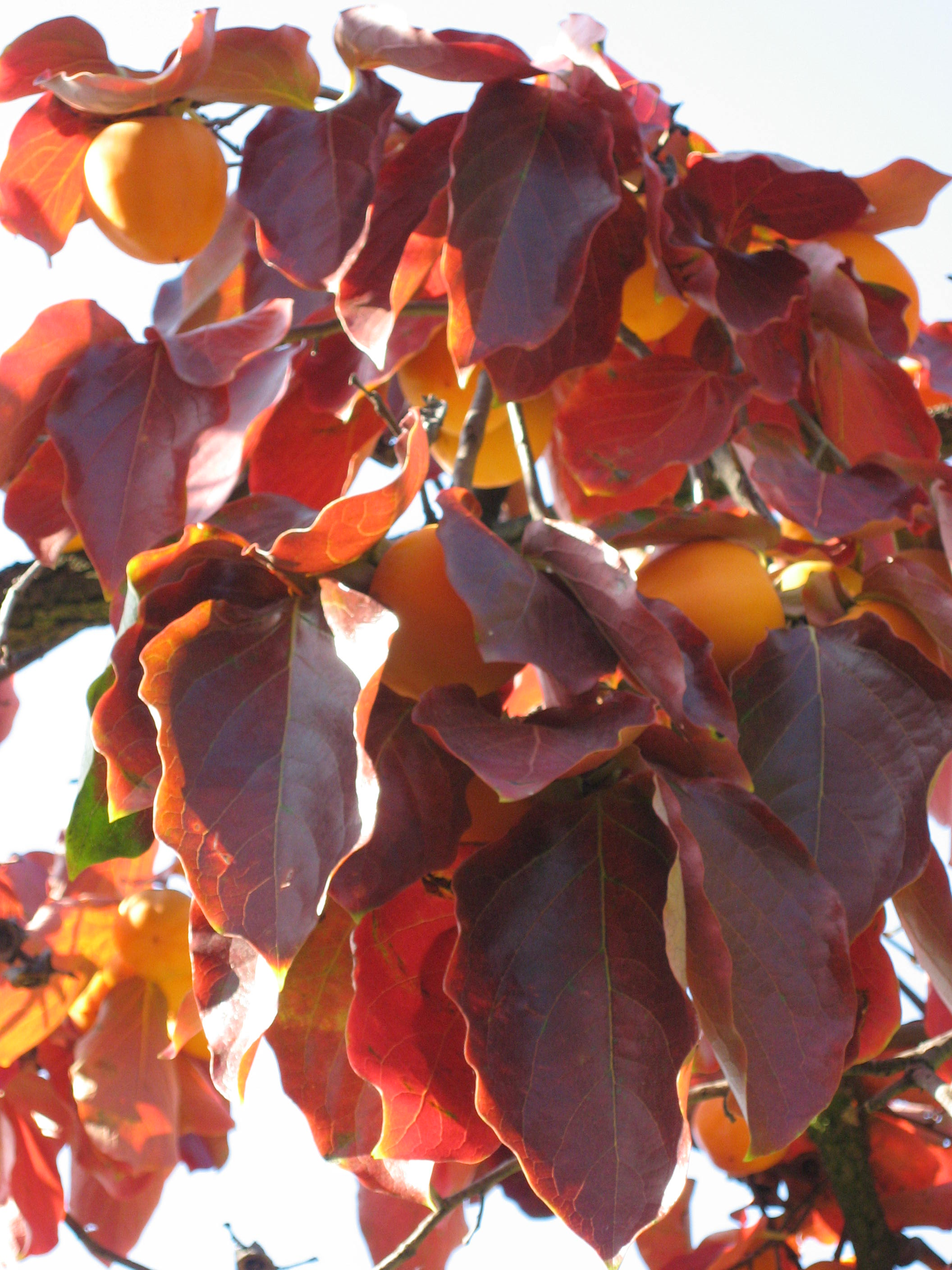
Hojas y frutos de Diospyros kaki.
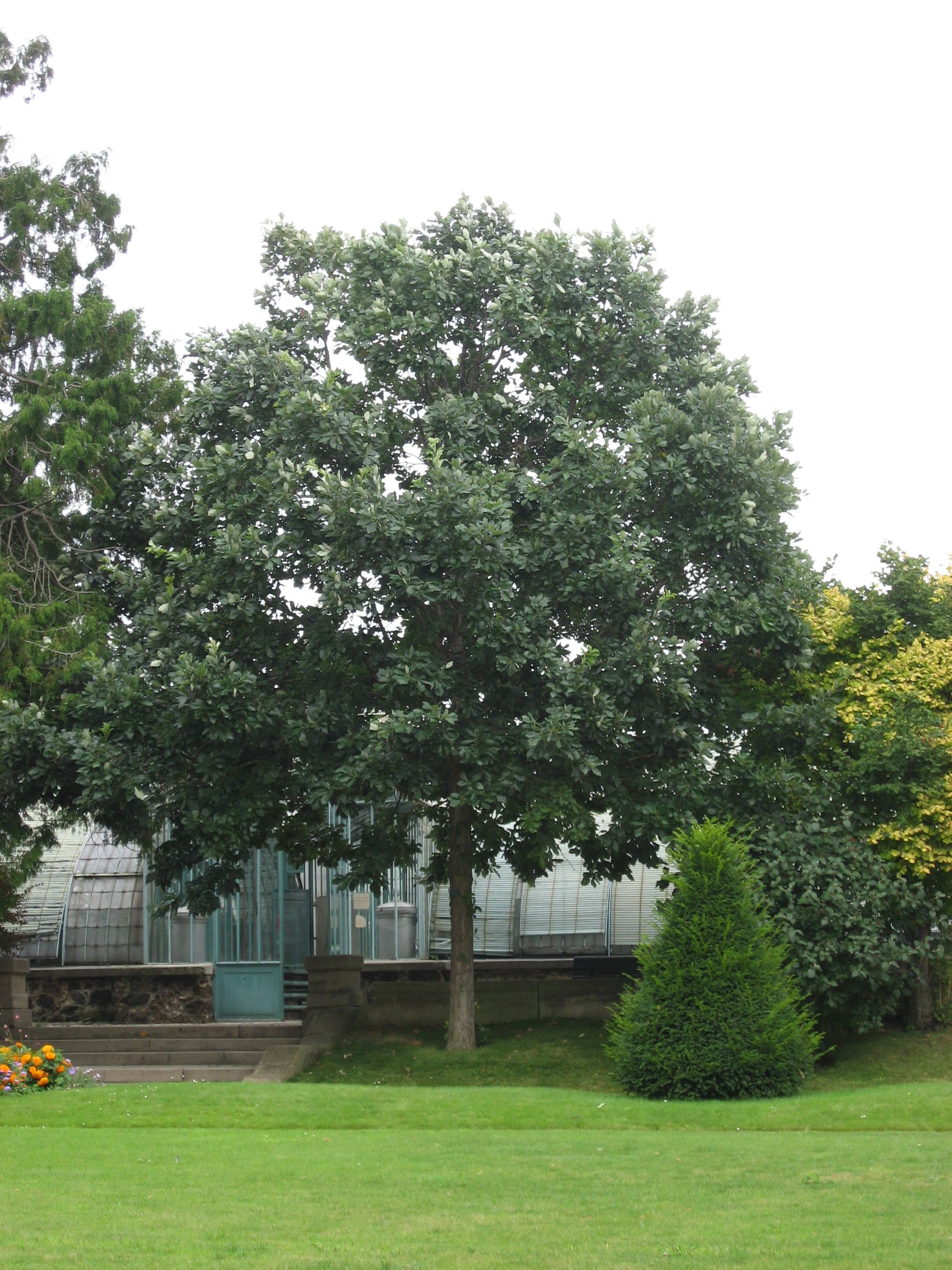
Quercus bicolor.

## Exposiciones temporales
El Jardin des serres d'Auteuil es uno de los jardines más singulares de la Capital, que es también la sede de la Dirección de los Parques, Jardines y Espacios verdes del Ayuntamiento de París.
En 1999, el jardín albergó una exposición sobre las palmeras. En 2005, el tema fue el del arte de la topiaria.
Algunos trabajos de Topiaria en el "Jardin des serres d'Auteuil".

Topiaria
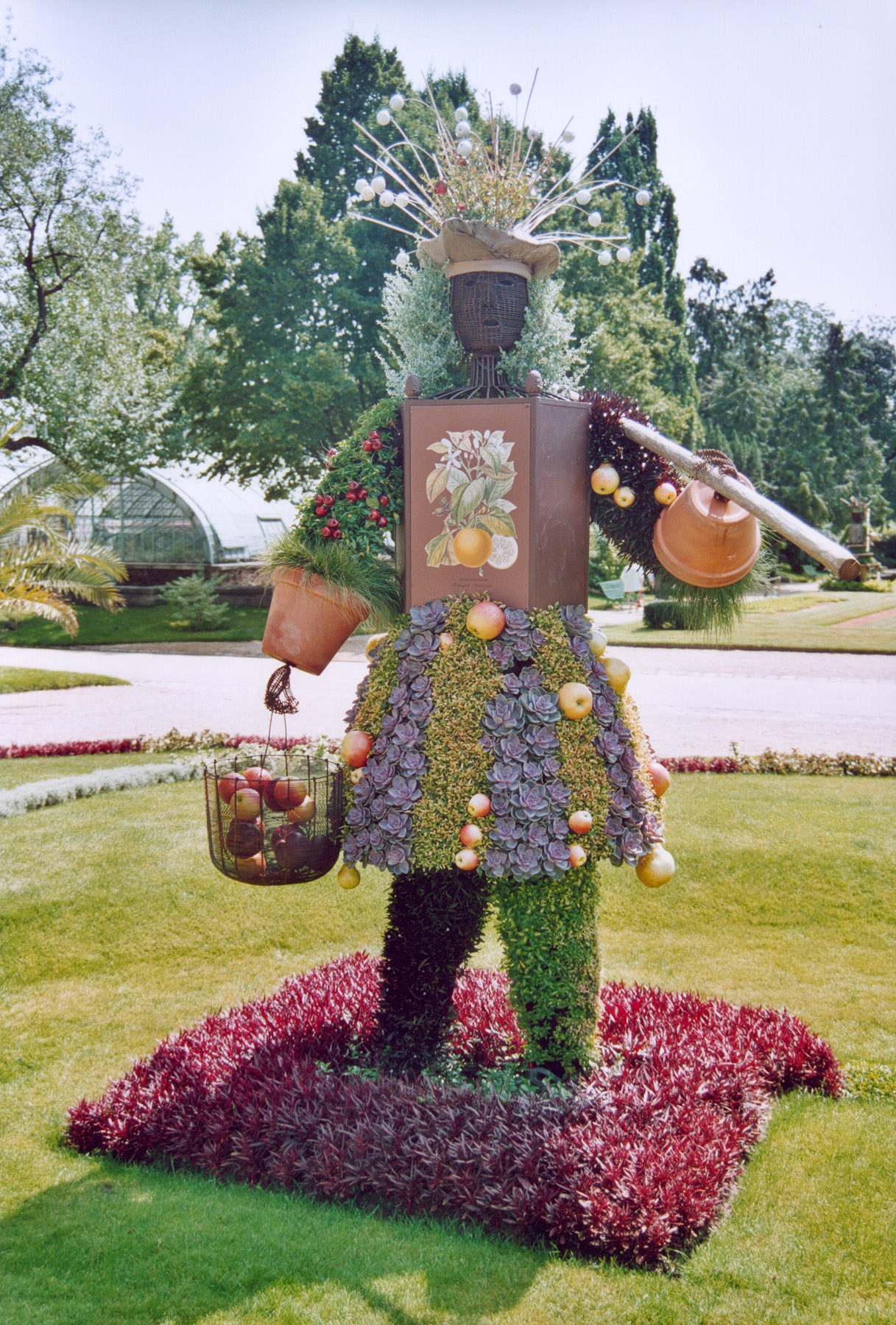
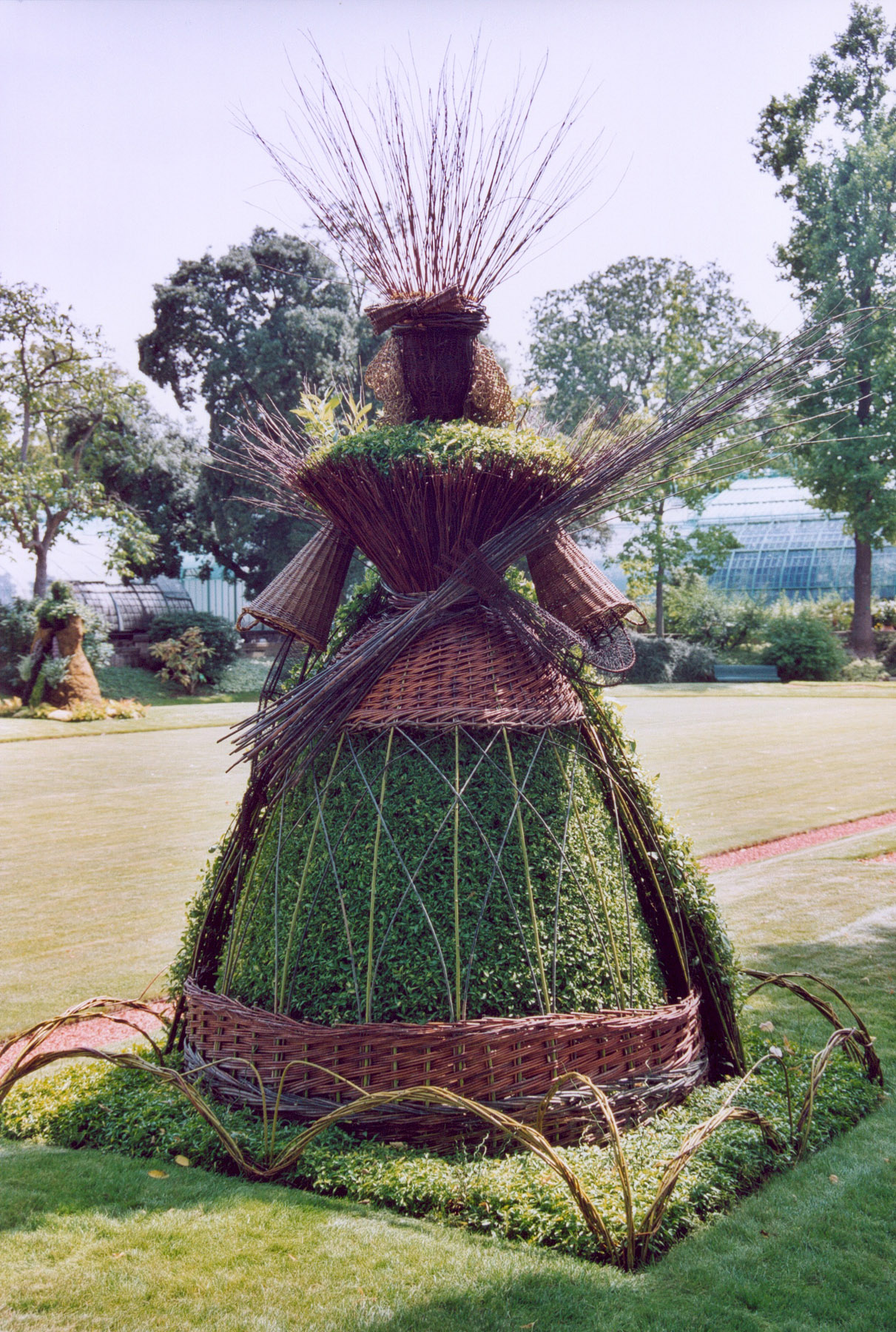
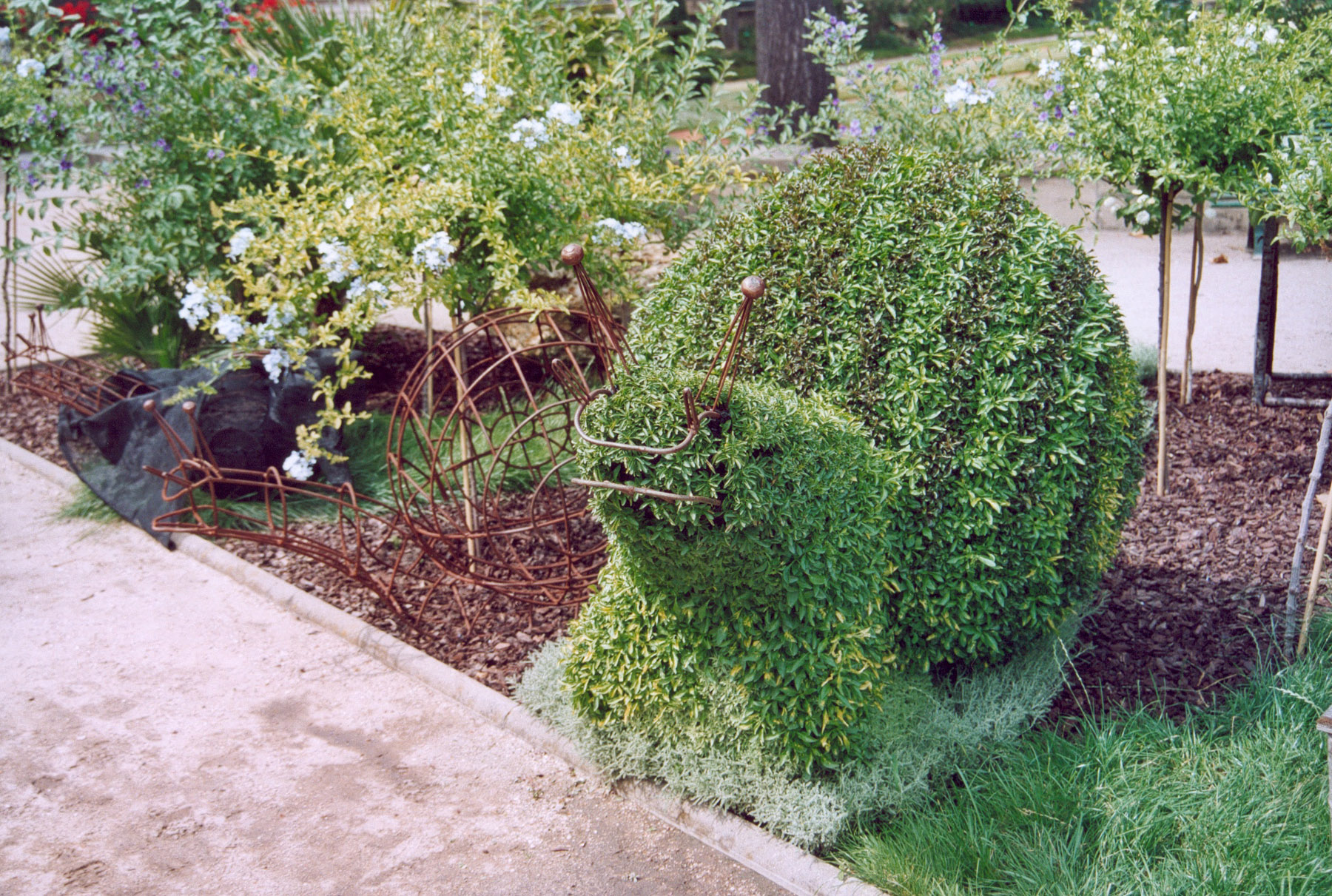
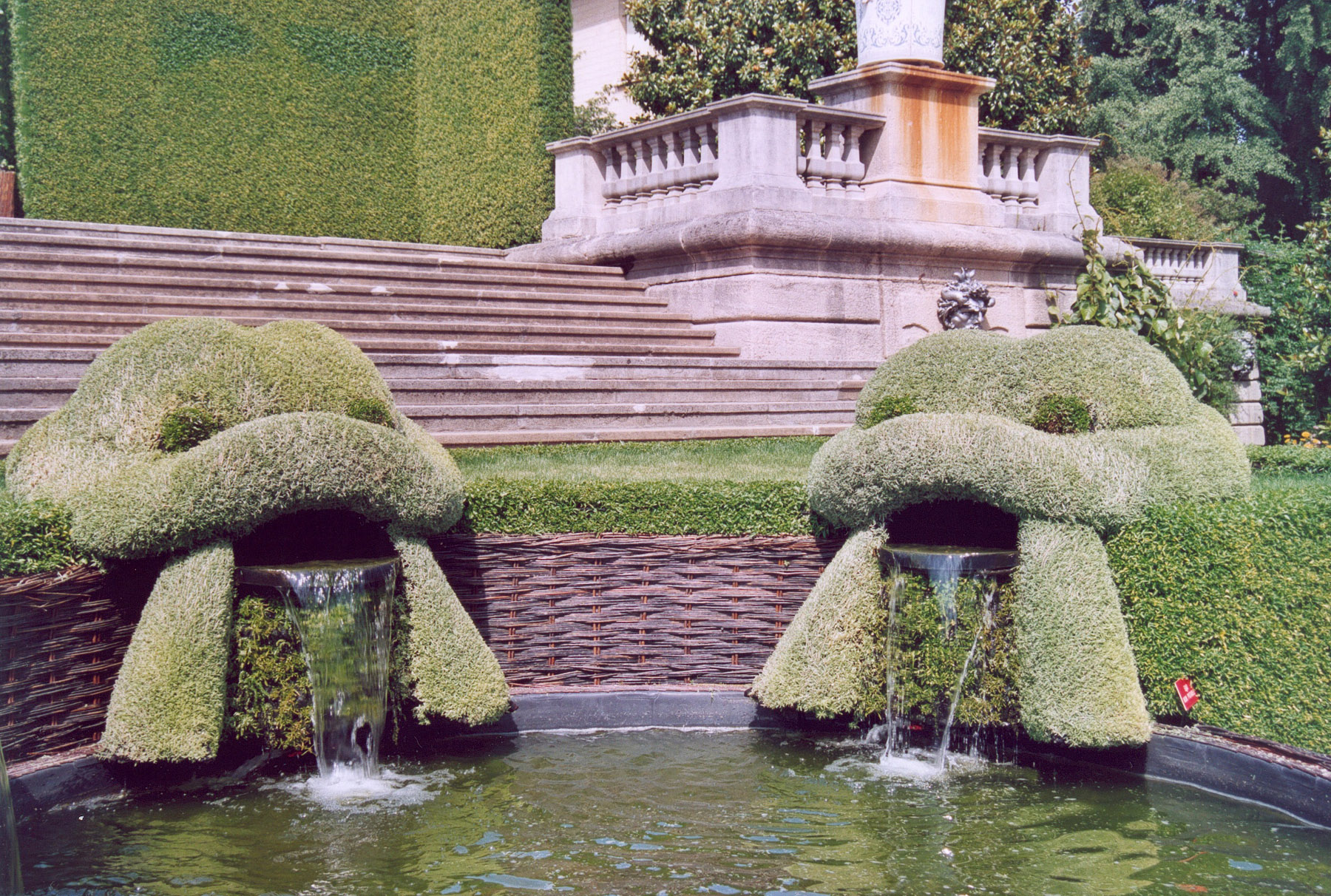
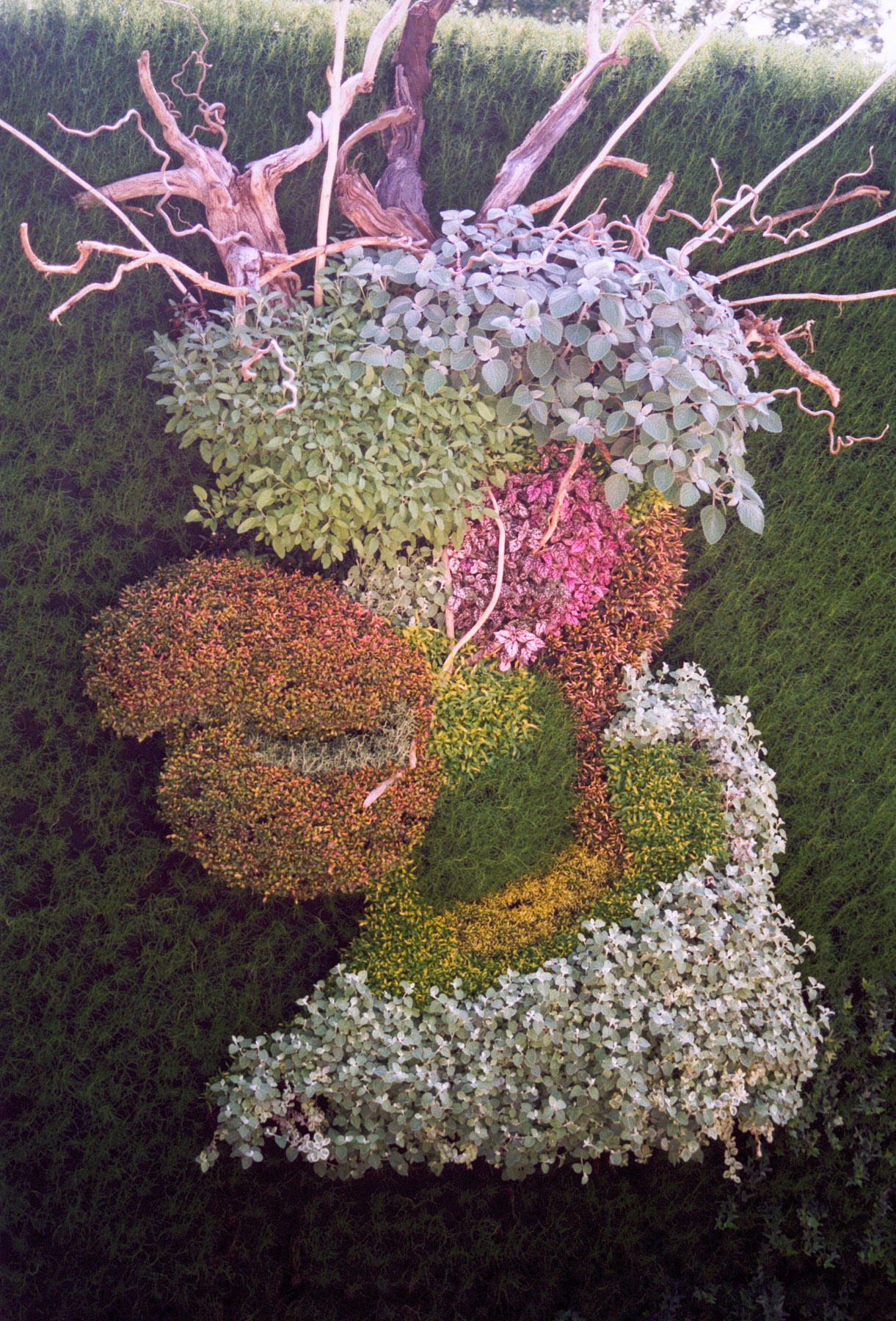

### Vistas
Algunos detalles del "Fontaine du Triomphe de Bacchus".

Detalles
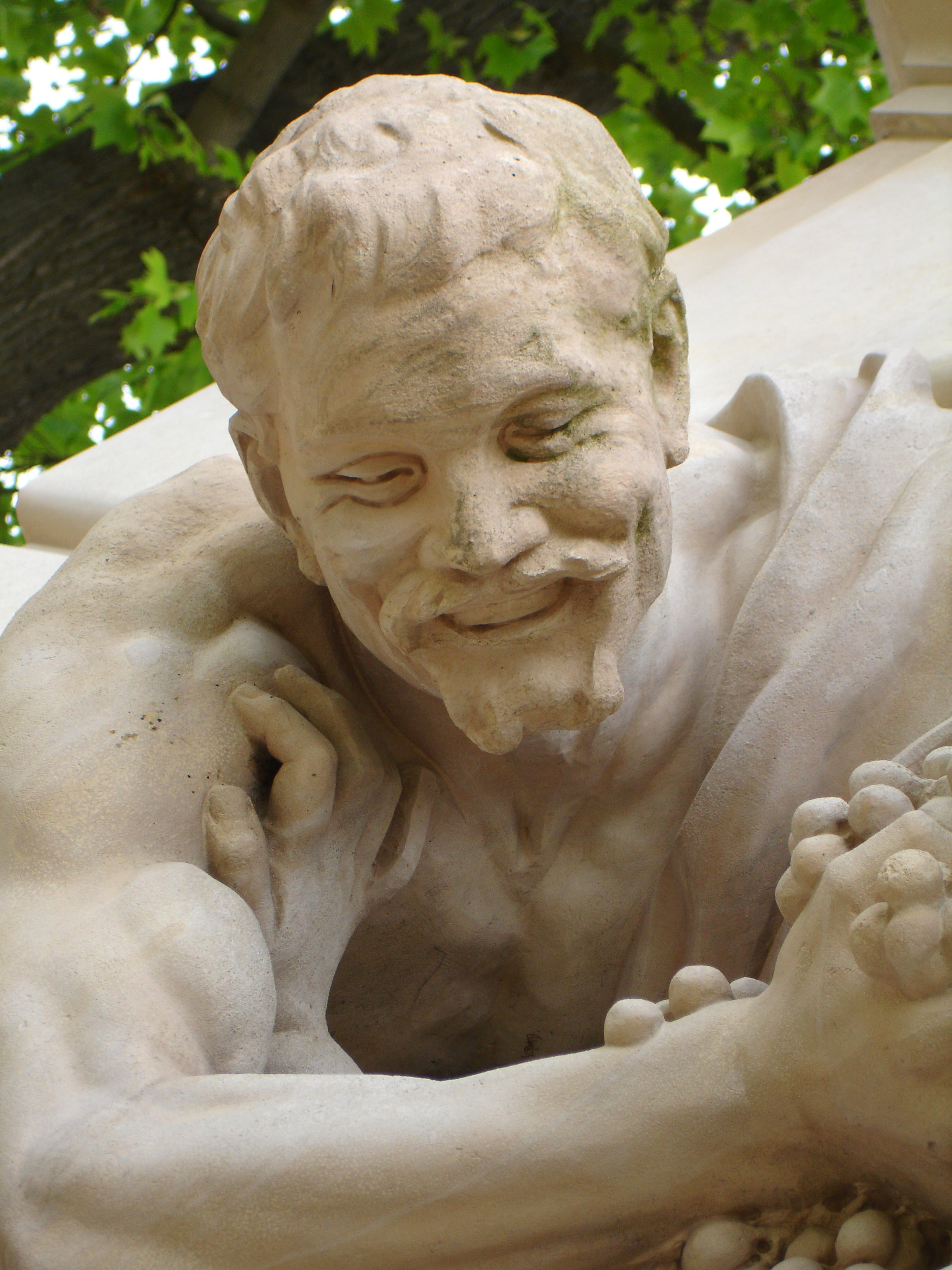
Detalle de "La Bacchanale".
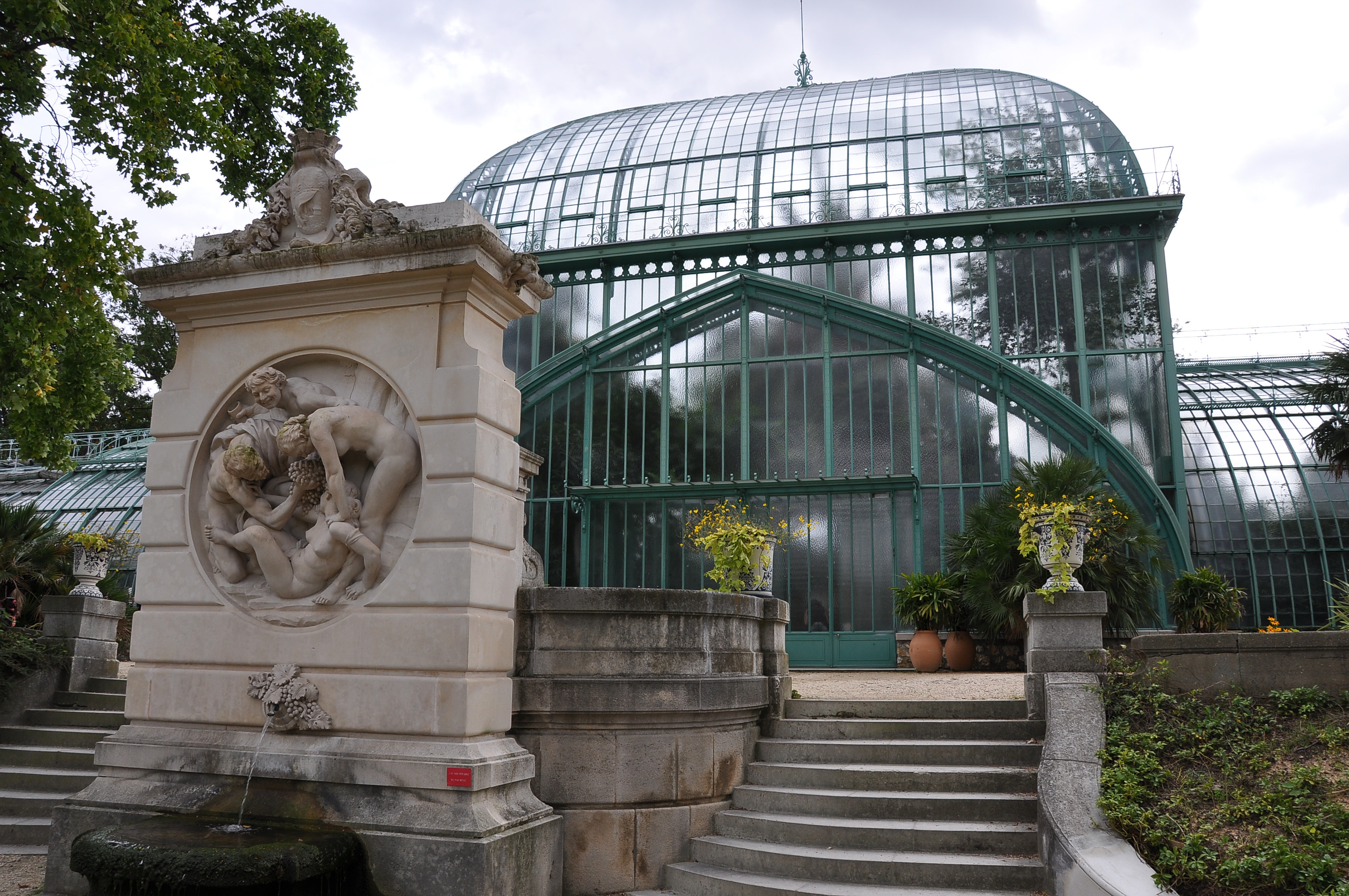
La fuente con el invernadero de fondo.
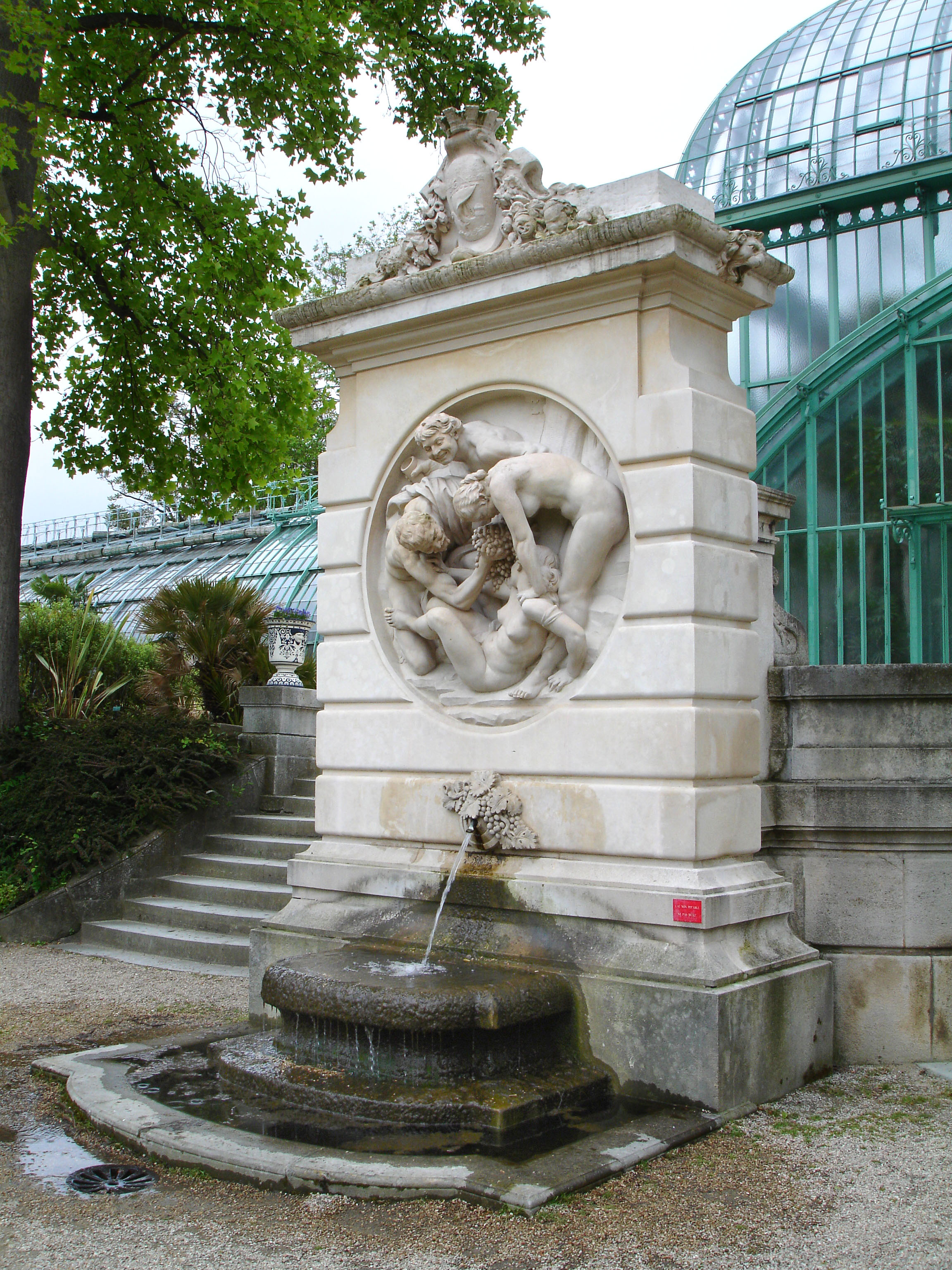
Fuente de la Bacchanale de jules Dalou.
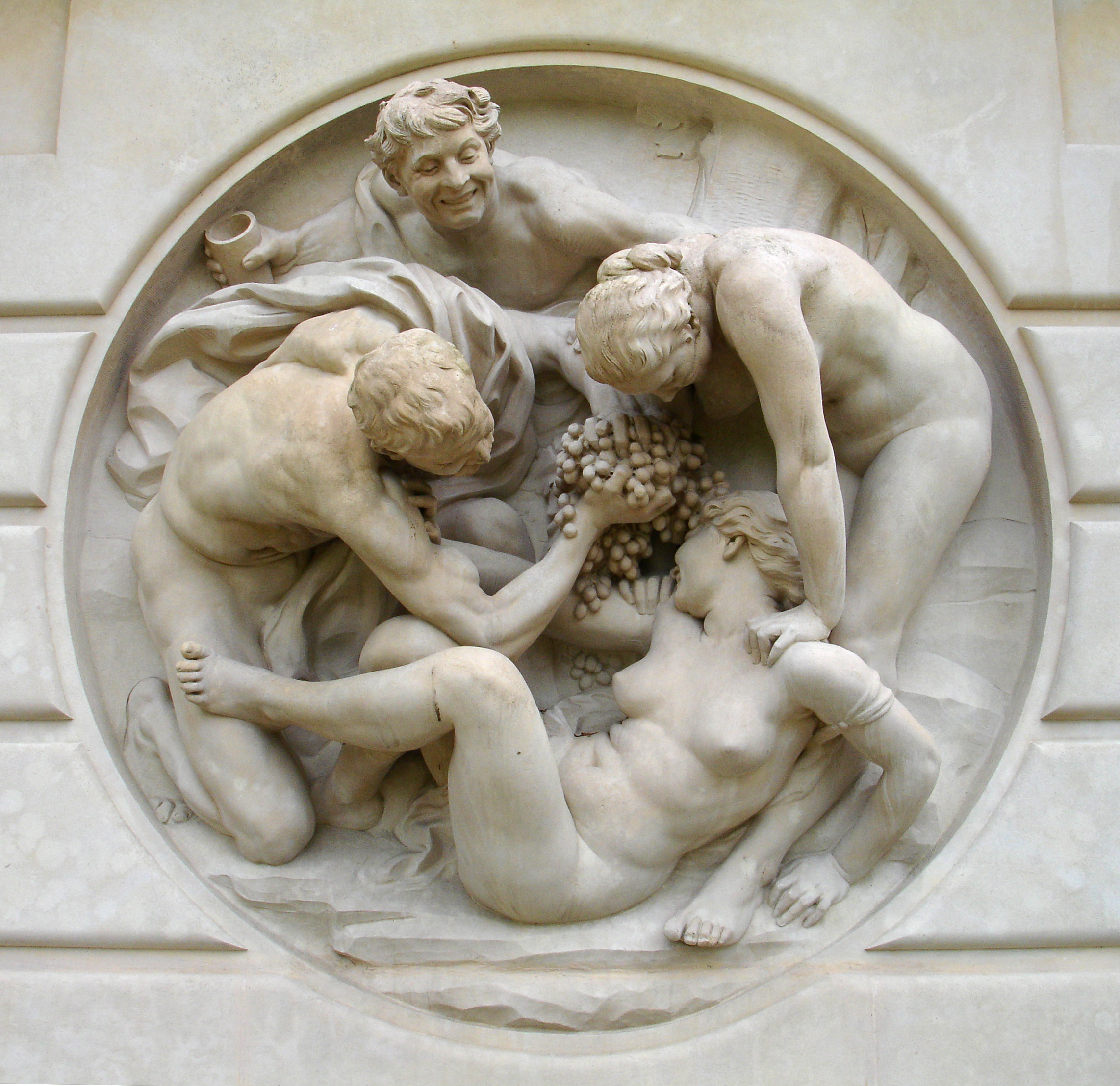
Composición escultórica de "La Bacchanale".
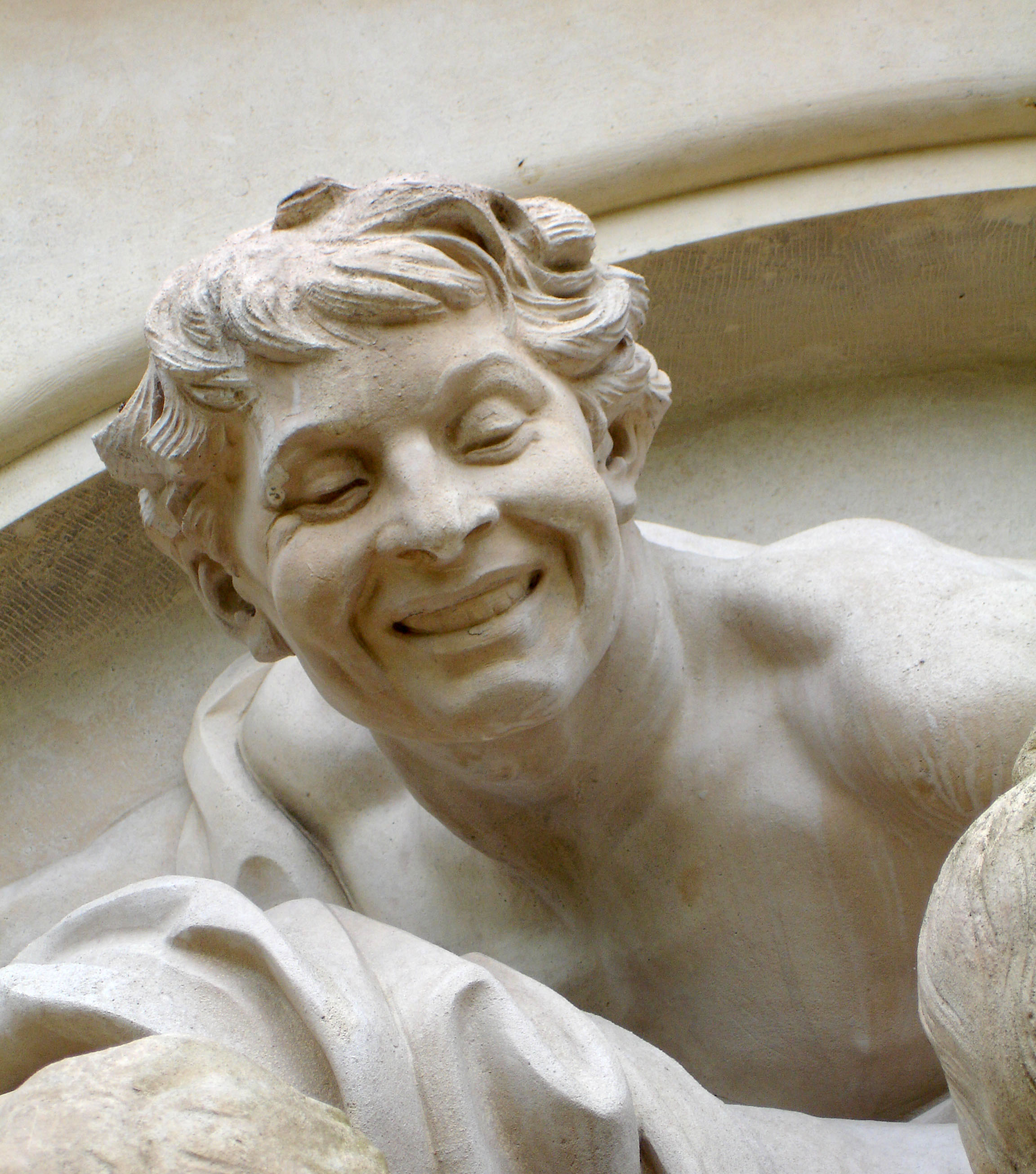
Detalle de "La Bacchanale".